# Ichiro Hosotani
Ichiro Hosotani (細谷 一郎, Hosotani Ichiro, Hyogo, 21 januari 1946) is een Japans voormalig voetballer die als aanvaller speelde.

## Clubcarrière
In 1965 ging Hosotani naar de Waseda-universiteit, waar hij in het schoolteam voetbalde. Nadat hij in 1969 afstudeerde, ging Hosotani spelen voor Mitsubishi Motors. Met deze club werd hij in 1969, 1973 en 1978 kampioen van Japan. Hosotani veroverde er in 1971, 1973 en 1978 de Beker van de keizer en in 1978 de JSL Cup. In 10 jaar speelde hij er 140 competitiewedstrijden en scoorde 58 goals. Hosotani beëindigde zijn spelersloopbaan in 1978.

## Japans voetbalelftal
Ichiro Hosotani debuteerde in 1978 in het Japans nationaal elftal en speelde 4 interlands, waarin hij 1 keer scoorde.

## Statistieken
| Japans voetbalelftal | Japans voetbalelftal | Japans voetbalelftal |
| Jaar                 | Wed.                 | Dlp.                 |
| -------------------- | -------------------- | -------------------- |
| 1978                 | 4                    | 1                    |
| Totaal               | 4                    | 1                    |